# Muhammad Šejbání
Abú 'Al-Fath Muhammad (ابو الفتح محمد شیبانی خان), známý jako Šejbání Chán (1451 – 2. prosince 1510), byl středoasijský vojevůdce a chán Uzbeků, jejichž kmeny kolem roku 1500 sjednotil do mocného kmenového svazu. Pocházel z kmene Šibán či Šejbán, což v překladu znamená "pelyněk".
Proslul především nepřátelstvím vůči jinému známému vojevůdci Báburovi z Fergany, pozdějšímu zakladateli Mughalské říše. Roku 1505 Šejbání Bábura vyhnal z jeho sídelního města Samarkandu a roku 1507 také z Herátu, kam před ním Bábur uprchl. Šejbáního sídlem byla Buchara, která se stala centrum jeho říše, Šajbánského chanátu. Sám sunnitský muslim, Šejbání Chán byl nábožensky tolerantním panovníkem i navzdory rivalství se sousední šíitskou Persií. Už od mládí byl známý živým zájmem o historii a teologii. Byl autorem spisu, shrnujícího jeho vlastní názory a postoje v rámci filozofie a náboženské etiky Islámu. Dílo, nesoucí název Bahru’l-huda bylo napsáno v čagatajštině, a jeho originál se dnes nachází v Londýně. Mimo čagajštiny ovládal i perštinu, v obou jazycích byl autorem poezie. Šejbání Chán proslul jako znalec náboženství, mecenáš umění, básník i vojevůdce. Buchara za jeho vlády zažila období rozkvětu a prosperity. Často připisovanou krutostí se nijak nevymykal dobovému standardu.
Období jeho vlády je považováno za jeden z důležitých milníků v historii území dnešního Uzbekistánu, podobně jako vláda Tamerlána(Timura).
Roku 1509 musel čelit povstání Kazachů. To sice dokázal potlačit, ale byl jím oslaben. Toho využil perský šáh Ismá‘íl I. z dynastie Safíjovců, který se cítil ohrožen vzrůstem Šejbáního moci. Roku 1510 se Ismá'il a Šejbání utkali v bitvě u Mervu, v dnešním Turkmenistánu. Navzdory početní převaze byl Šejbání poražen moderněji vyzbrojenou a organizovanou perskou armádou. Na útěku byl Šejbání smrtelně zraněn a padl do rukou Peršanů. Šáh Ismá'il nařídil umírajícího protivníka rozčtvrtit a jeho údy rozeslat po území Střední Asie. Z jeho lebky zasazené do zlata dal perský šáh zhotovit číši, jíž věnoval Báburovi. Šejbáního potomci přežili jako vládnoucí dynastie v uzbeckém městě Chiva až do konce 17. století.